# Héctor Martínez Serrano
Héctor Manuel Martínez Serrano (Celaya, Guanajuato; 17 de noviembre de 1933-Ciudad de México, 9 de mayo de 2020) fue un locutor de radio mexicano con más de 44 años de experiencia. Tuvo gran influencia en materia de radiocomunicación en México, y fue uno de los locutores con mayor reconocimiento en el país.

## Biografía
La mayor parte de su carrera la forjó en la estación de radio mexicana XEW, La Voz de la América Latina desde México, en la que trabajó durante más de 30 años. Durante su programa, el 19 de septiembre de 1985, Jacobo Zabludovsky hizo la llamada telefónica que se convertiría en la transmisión-relato, de lo que sucedía en la ciudad después del sismo. Después de su paso por esa estación, formó parte del equipo de Radio Fórmula durante siete años. A partir del 2003, en el mes de marzo, se integró de nueva cuenta al Grupo Radio Centro.[cita requerida]
Entre los programas que más destacan en la historia de este locutor está El cochinito, La hora del ranchero, El risámetro y Buenos días, programa que inició el 3 de noviembre de 1982 en la XEW, y que continúa su transmisión en la actualidad.[cita requerida]
Buenos días se transmite por la estación Radio Centro 690 690 AM y su indicativo XEN-AM, en la Ciudad de México y en el centro del país. El horario de transmisión es de lunes a viernes de 5:30 a 10:00 a. m. y los sábados y domingos de 5:30 a 11:00 a. m. El contenido del programa se centra en noticias, opiniones, críticas, llamadas en vivo, sugerencias y orientación.[cita requerida]
Durante 2011 contó con la participación de Marcelino Perelló Valls, quien compartió sus experiencias como viajero, científico y revolucionario. Entonces se incorporó también el maestro del periodismo policíaco Mario Munguía Matarili hasta poco antes de su fallecimiento.[cita requerida]
Además de su larga y exitosa carrera en la radio mexicana, en décadas pasadas, incursionó en la narración de la lucha libre mexicana, así como en béisbol.[cita requerida]
En 2018 Héctor Martínez Serrano concedió una entrevista por televisión al programa Conversando con Cristina Pacheco, en el Canal Once.
A principios de 2020 su programa Buenos Días comenzó a transmitirse por televisión abierta por el canal La Octava de Grupo Radio Centro.
Murió a los ochenta y seis años el 9 de mayo de 2020, en la Ciudad de México por causas que no han sido reveladas.